# Медина, Александер
Алекса́ндер Хесу́с Меди́на Реоба́ско (исп. Alexander Jesús Medina Reobasco; род. 8 августа 1978, Сальто) — уругвайский футболист, игравший на позициях атакующего полузащитника и нападающего. Ныне — тренер.

## Биография
Александер Медина начинал заниматься футболом в родном Сальто, в команде «Ферро Карриль». В 1996 году перешёл в любительскую команду «Фритса» из Такуарембо, которая позже станет частью единого футбольного клуба «Такуарембо». На профессиональном уровне дебютировал в 1998 году в столичном «Уракане Бусео». Через два года перешёл в «Сентраль Эспаньол». В 2002—2003 годах выступал за «Ливерпуль» из Монтевидео. В 2003 году впервые стал лучшим бомбардиром чемпионата Уругвая, забив в ворота соперников 22 гола.
Этот индивидуальный успех привлёк внимание одного из сильнейших клубов страны, и в 2004 году Медина стал игроком «Насьоналя». В том же сезоне вновь стал лучшим бомбардиром чемпионата, забив 26 голов, однако на этот раз это звание поделил с нападающим «Пеньяроля» Карлосом Буэно. В 2005 году вместе с «трёхцветными» стал чемпионом Уругвая.
В 2005 году перешёл в испанский «Кадис». По итогам первого сезона вылетел из Примеры. Проведя в команде ещё один сезон, Медина перешёл в стан другого участника Сегунды — «Расинга» из Ферроля.
Сезон 2008/09 провёл в «Насьонале», где во второй раз стал чемпионом Уругвая. Затем выступал в Аргентине за «Арсенал», в Чили за «Унион Эспаньолу», а в 2011 году вернулся на родину, присоединившись к «Ривер Плейту». Но вскоре вернулся в «Насьональ», где выступал до 2014 года. За этот период успел выиграть свой третий чемпионский титул в сезоне 2011/12.
Завершил карьеру футболиста в 2015 году в «Фениксе».
За сборную Уругвая Александер Медина сыграл в одном матче. 1 марта 2006 года он вышел на замену в товарищеском матче в Ливерпуле против сборной Англии. Игра завершилась со счётом 2:1 в пользу хозяев поля.
В декабре 2017 года был назначен на должность главного тренера «Насьоналя», сменив на этом посту Мартина Ласарте.
27 декабря 2021 года назначен главным тренером бразильского «Интернасьонала». Контракт подписан до декабря 2022 года. 15 апреля 2022 года, через день после матча 2-го тура группы E Южноамериканского кубка 2022 «Интернасьонал» — «Гвайренья» (1:1), был уволен.
28 мая 2022 года возглавил аргентинский «Велес Сарсфилд». Контракт подписан до 31 декабря 2023 года.
Руководил командой «Гранада» с ноября 2023 по март 2024 года — при нём клуб провёл 17 матчей, в которых одержал 1 победу, 4 раза сыграл вничью и потерпел 12 поражений.

## Титулы и достижения
В качестве игрока
- Чемпион Уругвая (3): 2005, 2008/09, 2011/12
- Лучший бомбардир чемпионата Уругвая (2): 2003, 2004